# 金谷峠
金谷峠（かなやとうげ、かなだんとうげ、かなだにとうげ）は、日本にある峠の名称である。
- 福井県福井市と同県鯖江市を隔てる峠。かなだんとうげ。本項で詳述。
- 福島県南相馬市小高区にある峠。
- 静岡県島田市にある峠[1][2]。
- 和歌山県和歌山市にある峠。
- 山口県萩市と山口市を隔てる峠。

以下では、福井県福井市と同県鯖江市を隔てる峠について述べる。
金谷峠（かなだんとうげ）は福井県福井市と同県鯖江市を隔てる峠である。

## 概要
福井県道18号上に位置する標高248 mの峠である。
峠自体は現存しておらず、1974年（昭和49年）に開通した金谷トンネルにその名を残すのみとなっている。また、旧道も現存していない。
古くは朝倉氏が城を築いた一乗谷の南方を守る自然の要塞として機能し、若狭国や近江国との連絡はこの峠を越えていた。

## 道路状況
車両での通行は可能だが、上記の通りトンネルが峠として機能している。麓から峠までの距離が短く、また片側1車線が確保されているので通行は容易である。しかし周辺は豪雪地帯というほどではないものの積雪が見られる地域であり、冬季通行止めの区間となっている。
峠の近くまで民家が立ち並んでいる。

## 金谷トンネル

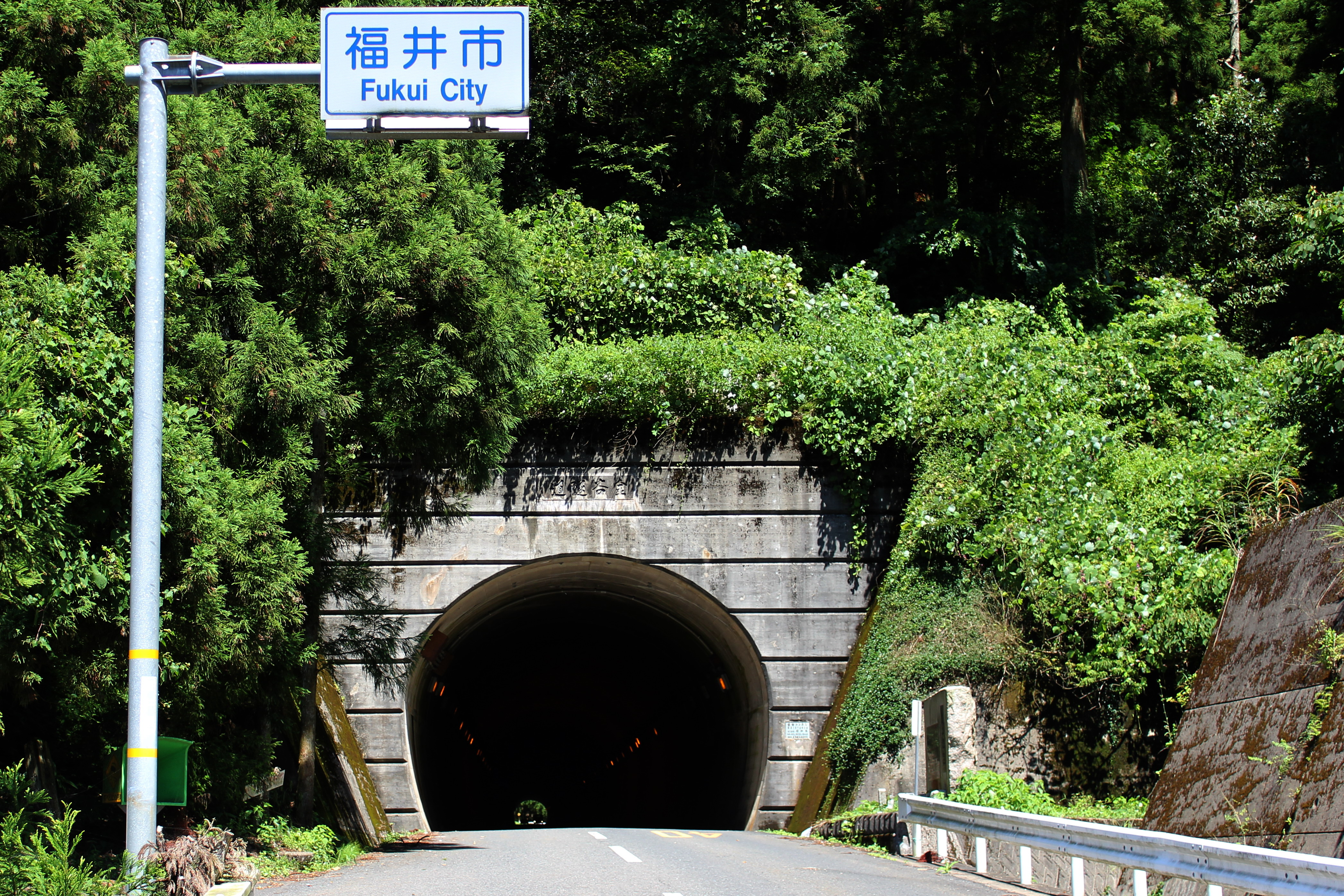
金谷トンネル

福井県道18号鯖江美山線のトンネルである。読みは「かなだにトンネル」。延長494メートル。1974年に開通した。

## 付近の峠
- 鹿俣峠（）
- 戸口坂（）
- 赤谷峠